# Cambio climático en el Medio Oriente y África del Norte

Mapa del Medio Oriente de la clasificación climática de Köppen

Mapa de África de la clasificación climática de Köppen

El cambio climático en el Medio Oriente y África del Norte (MENA) se refiere a los cambios en el clima de la región MENA y las subsiguientes estrategias de respuesta, adaptación y mitigación de los países de la región. En 2018, la región MENA emitió 3200 millones de toneladas de dióxido de carbono y produjo el 8.7% de las emisiones de gases de efecto invernadero (GEI) a pesar de representar solo el 6% de la población mundial. Estas emisiones provienen principalmente del sector energético, un componente integral de muchas economías del Medio Oriente y África del Norte debido a las extensas reservas de petróleo y gas natural que se encuentran dentro de la región.
Reconocido por las Naciones Unidas, el Banco Mundial y la Organización Mundial de la Salud como uno de los mayores retos globales del siglo XXI, el cambio climático está teniendo un efecto sin precedentes en los sistemas naturales de la Tierra. Los cambios bruscos de la temperatura global y del nivel del mar, los cambios en los patrones de precipitación y el aumento de la frecuencia de los fenómenos meteorológicos extremos son algunos de los principales impactos del cambio climático identificados por el Grupo Intergubernamental de Expertos sobre el Cambio Climático (GIECC). La región del Medio Oriente y Norte de África es especialmente vulnerable a estos impactos debido a su entorno árido y semiárido, que se enfrenta a problemas climáticos como la escasez de precipitaciones, las altas temperaturas y la sequedad del suelo. El GIECC prevé que las condiciones climáticas que propician estos retos para MENA empeoren a lo largo del siglo XXI. Si no se reducen significativamente las emisiones de gases de efecto invernadero, parte de la región de MENA corre el riesgo de volverse inhabitable antes del año 2100.
Se espera que el cambio climático ejerza una presión significativa sobre los ya escasos recursos hídricos y agrícolas de la región MENA, amenazando la seguridad nacional y la estabilidad política de todos los países incluidos. Esto ha llevado a algunos países del Medio Oriente y África del Norte a comprometerse con la cuestión del cambio climático a nivel internacional a través de acuerdos medioambientales como el Acuerdo de París. También se están estableciendo políticas a nivel nacional entre los países de MENA, centrándose en el desarrollo de las energías renovables.

## Emisiones de gases de efecto invernadero

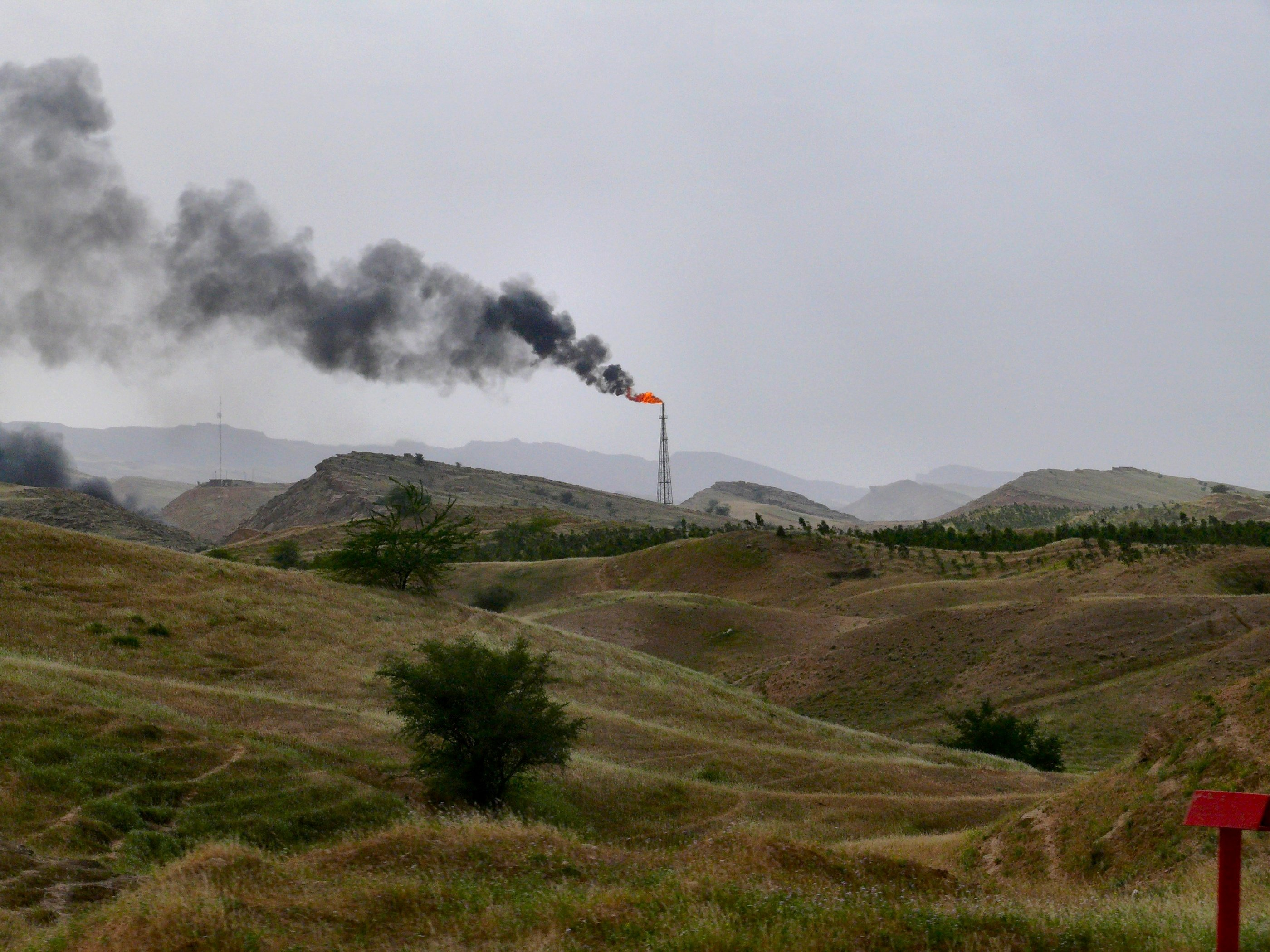
Emisión de gases de efecto invernadero por una chimenea en un campo de gas natural y petróleo en el oeste de Irán.

A partir de enero de 2021, el sitio web de Unicef agrupa el siguiente conjunto de 20 países como pertenecientes a la región del Medio Oriente y África del Norte: "Arabia Saudita, Argelia, Baréin, Yibuti, Egipto, Irán (República Islámica de), Iraq, Jordania, Kuwait, Líbano, Libia, Marruecos, Omán, Qatar, Estado de Palestina, Sudán, República Árabe Siria, Túnez, Emiratos Árabes Unidos y Yemen". Otros incluyen también a Israel.
Las emisiones de gases de efecto invernadero producidas por el ser humano han sido identificadas por el GIACC y la gran mayoría de los científicos del clima como el principal motor del cambio climático. En las últimas tres décadas, la región del Medio Oriente y África del Norte ha triplicado con creces sus emisiones de gases de efecto invernadero y actualmente emite por encima de la media mundial por persona, y la mayoría de los diez primeros países por emisiones de dióxido de carbono por persona se encuentran en el Medio Oriente. Estos elevados niveles de emisiones pueden atribuirse principalmente a Arabia Saudita e Irán, que son el 9º y 7º mayores emisores de CO2 del mundo, y que representan el 40% de las emisiones de la región en 2018. Los países de Oriente Medio y Norte de África dependen en gran medida de los combustibles fósiles para la generación de electricidad, obteniendo el 97% de su energía del petróleo, el gas natural y el carbón (en Turquía). La extracción, producción y exportación de combustibles fósiles es también un componente importante de muchas economías de la región MENA, que posee el 60% de las reservas mundiales de petróleo y el 45% de las reservas conocidas de gas natural. La reducción de la quema de gas ayudaría.
El fracaso del plan de reforma de las subvenciones iraníes durante la década de 2010 dejó a Irán como el mayor subvencionador de combustibles fósiles del mundo en 2018. Pero, a diferencia de otros países que eliminaron con éxito las subvenciones actuando gradualmente, a finales de la década el gobierno intentó reducir repentinamente las subvenciones a la gasolina, lo que provocó disturbios.

## Impactos en el entorno natural

### Cambios de temperatura y clima

#### Calor extremo
El GIACC prevé que la temperatura media mundial aumente más de 1.5 grados a finales del siglo XXI. MENA ha sido identificada como un punto caliente para futuros cambios de temperatura debido a sus condiciones ambientales áridas. Aunque las tasas de calentamiento previstas durante los meses de invierno son bajas, se espera que la región experimente un aumento extremo de las temperaturas durante el verano. Se espera que el aumento de la temperatura se amplifique aún más por la reducción de las precipitaciones y el consiguiente agotamiento de la humedad del suelo, lo que limita el enfriamiento por evaporación. Como resultado, se espera que los extremos de calor aumenten significativamente tanto en frecuencia como en intensidad en toda la región MENA. Según estudios publicados por el Instituto Max Planck de Química, el número de días muy calurosos en la región se ha duplicado entre la década de 1970 y el momento en que se publicó el informe (2016). El estudio prevé además que las olas de calor se producirán durante 80 días del año en 2050 y 118 días del año en 2100. Combinado con el aumento de las tormentas de arena asociadas a períodos de sequía más largos, los aumentos de temperatura previstos harían inhabitables amplias zonas de la región.
La temperatura máxima media durante los días más calurosos de los últimos 30 años ha sido de 43 grados centígrados. El químico atmosférico holandés Johannes Lelieveld ha proyectado que los máximos de temperatura podrían alcanzar casi 50 grados centígrados bajo los actuales escenarios climáticos establecidos por el GIACC. Johannes Lelieveld prevé además que las temperaturas medias de verano aumenten hasta un 7% en toda la región MENA, y hasta un 10% en las zonas altamente urbanizadas. El calor extremo se ha identificado como una grave amenaza para la salud humana, ya que aumenta la susceptibilidad de los individuos al agotamiento, el infarto y la mortalidad. El climatólogo Ali Ahmadalipour ha previsto que las tasas de mortalidad relacionadas con el calor en la región del Medio Oriente y África del Norte sean hasta 20 veces superiores a las actuales para finales de siglo.

### Recursos hídricos

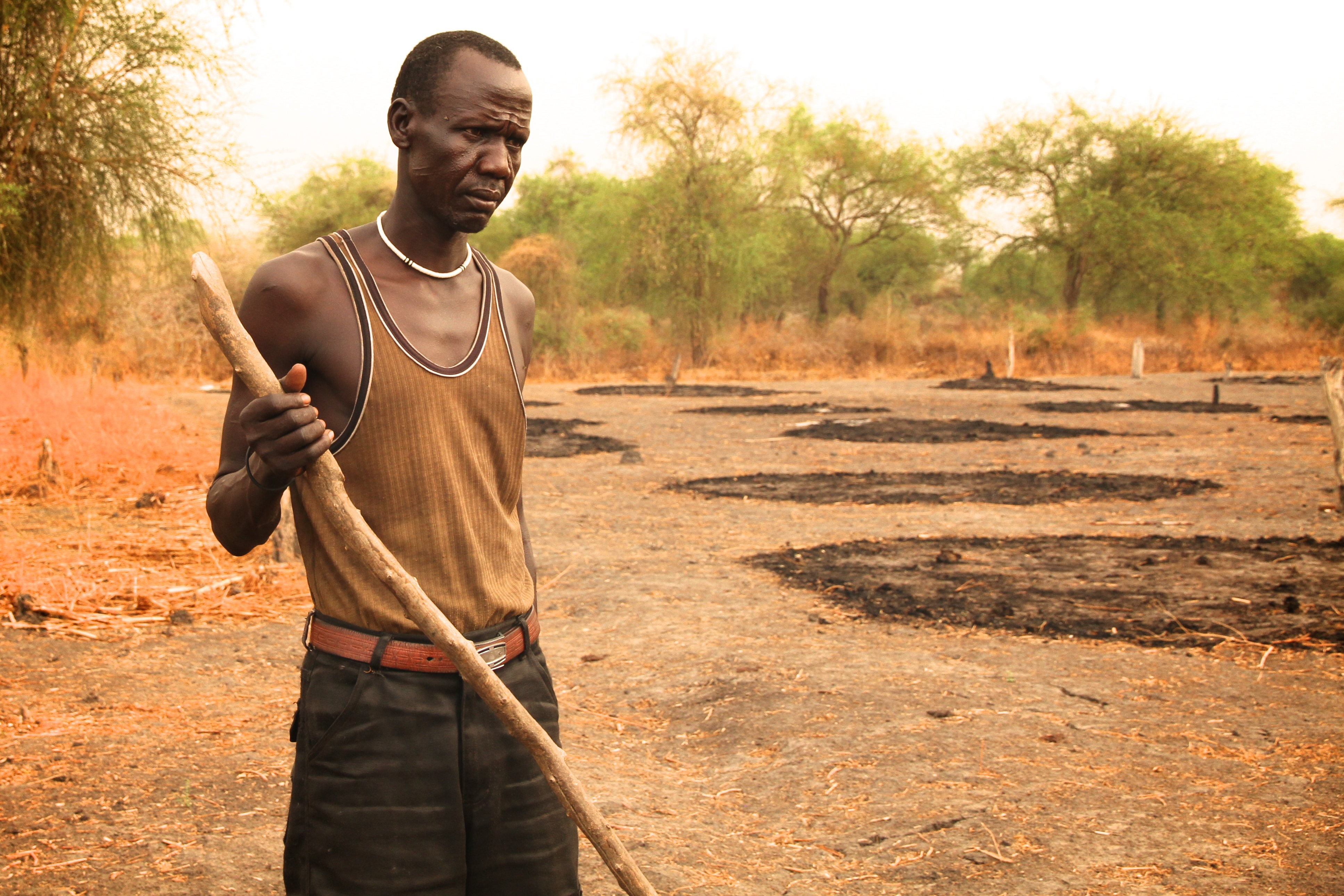
Un agricultor sudanés y su tierra. La sequía y la escasez de lluvias han reducido gravemente la capacidad de cultivo del agricultor.

El Medio Oriente y el África del Norte se enfrentan actualmente a una extrema escasez de agua, ya que doce de los 17 países con mayor estrés hídrico del mundo proceden de la región. El Banco Mundial define una zona como con estrés hídrico cuando el suministro de agua por persona es inferior a 1700 metros cúbicos al año. El suministro de agua en toda la región del Medio Oriente y África del Norte es de una media de 1274 metros cúbicos per cápita, y algunos países sólo tienen acceso a 50 metros cúbicos por persona. El sector agrícola de la región MENA depende en gran medida de los sistemas de riego debido a su clima árido, ya que el 85% de los recursos de agua dulce se utilizan para fines agrícolas. El GIACC indica que la distribución mundial de las precipitaciones está cambiando actualmente en respuesta al aumento de las emisiones de gases de efecto invernadero, con aumentos en las regiones húmedas de latitudes altas y medias y disminuciones en las regiones secas ecuatoriales como MENA. Estos cambios en los regímenes de precipitaciones ya han ejercido una gran presión sobre la agricultura del Medio Oriente y África del Norte, ya que la frecuencia y la gravedad de las sequías han aumentado considerablemente en la última década.
Un reciente estudio de la NASA sugiere que la sequía de 1998-2012 en el Medio Oriente fue la peor de los últimos 900 años. El científico del clima Colin Kelley sugiere que el cambio climático ha contribuido significativamente a la mayor gravedad de la sequía más reciente en la región. Afirma que es 3 veces más probable que esa sequía se produzca debido a la influencia humana en el clima y que la sequía ha contribuido al inicio de la guerra civil siria. Además de los impactos medioambientales, el aumento de los periodos de sequía afecta a los ingresos agrícolas, disminuye la salud pública y debilita la estabilidad política en la región MENA. Siria experimentó la sequía más grave de la que se tiene constancia entre 2007 y 2010, donde la restricción del suministro de agua degradó los recursos agrícolas y aumentó las presiones económicas. El científico medioambiental estadounidense Peter Gleick también afirma que el aumento de la vulnerabilidad social y el conflicto por el escaso suministro de agua durante este periodo catalizaron el inicio de la guerra siria.
Sin embargo, en 2017 un estudio liderado por el sociólogo y ecólogo político Jan Selby ha desacreditado estas afirmaciones, informando de que no hay pruebas sólidas de que el cambio climático esté asociado a la sequía, lo mismo sobre el impacto de la sequía en el conflicto de Siria. En 2019 Konstantin Ash y Nick Obradovich publicaron una investigación que indicaba que la sequía extrema fue uno de los factores principales en la creación de la guerra siria.
El aumento de la inseguridad del agua como consecuencia del cambio climático va a agravar la inseguridad alimentaria existente en los países afectados. Un estudio publicado por el Programa Mundial de Alimentos ha pronosticado una disminución del rendimiento de los cultivos en un 30% en 2050 como consecuencia del aumento de las sequías. Los países del norte de África son muy vulnerables a la reducción de las precipitaciones, ya que el 88% de los cultivos de la región carecen de riego y dependen de las lluvias constantes. Las consecuencias de esta reducción de las cosechas afectan fuertemente a las regiones y comunidades rurales que dependen en gran medida de la agricultura como fuente de ingresos.

### Aumento del nivel del mar

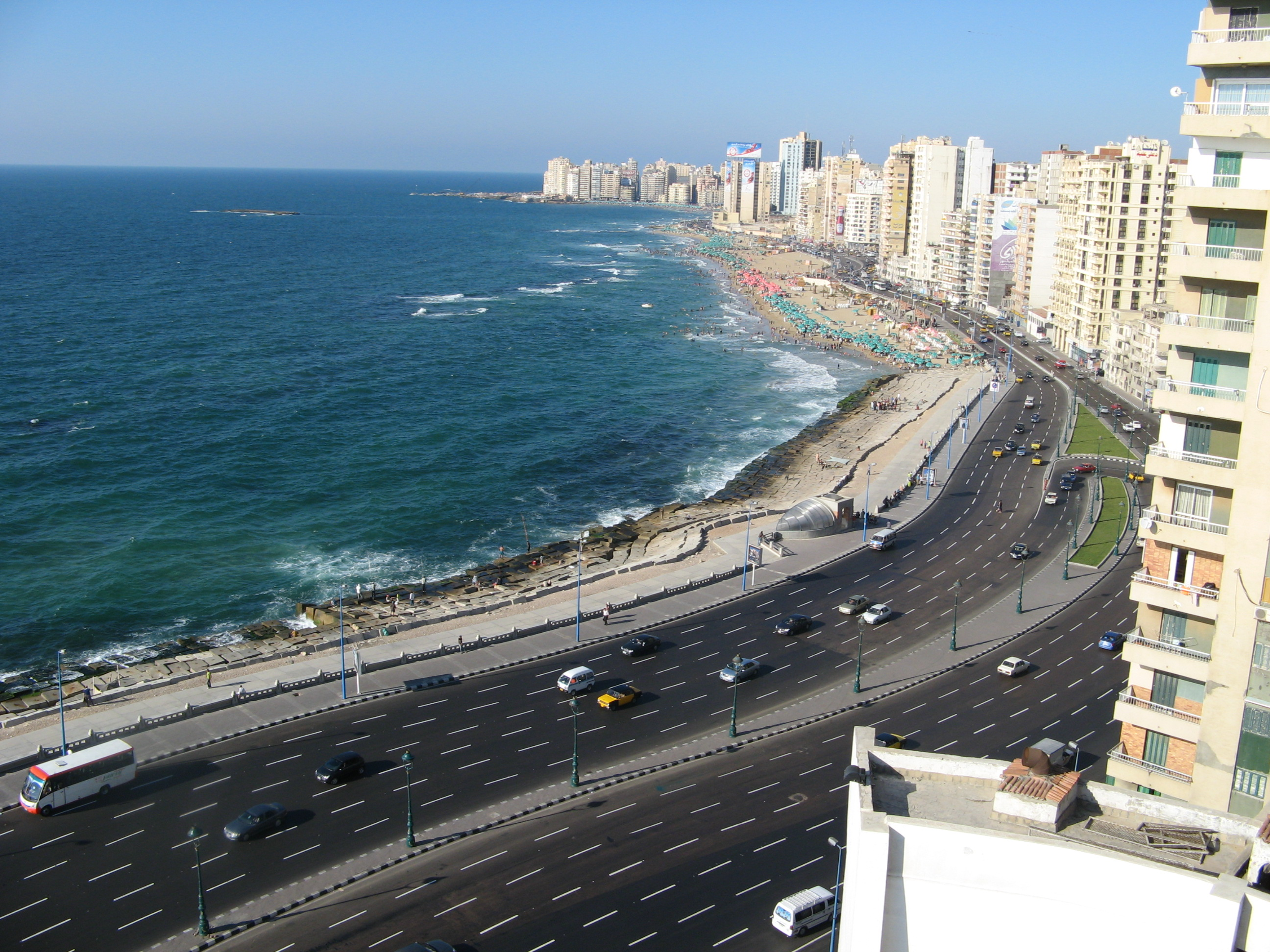
La costa de Alejandría, la segunda ciudad más grande de Egipto.

Alejandría es una de las ciudades más vulnerables a la subida del nivel del mar.
En toda la región del Medio Oriente y África del Norte, 60 millones de personas habitaban las zonas costeras en 2010, una población que, según las previsiones del Banco Mundial, aumentará a 100 millones en 2030. En consecuencia, se espera que la población de la región MENA se vea considerablemente afectada por la subida del nivel del mar que se produce debido al cambio climático. Una de las consecuencias de la subida del nivel del mar es la pérdida de humedales costeros, un recurso natural responsable de servicios del ecosistema como la amortiguación de tormentas, el mantenimiento de la calidad del agua y el secuestro de carbono. Un estudio realizado por el Banco Mundial predice que la región del Medio Oriente y África del Norte perdería más del 90% de sus humedales costeros y de agua dulce si se produjera una subida del nivel del mar de un metro.
En el norte de África, se espera que Egipto sea el más afectado por los cambios en el nivel del mar. Un tercio del Delta del Nilo y gran parte de Alejandría, la segunda ciudad más grande de Egipto, se encuentran por debajo del nivel medio del mar. Estas zonas han sido desecadas con fines agrícolas y han sufrido un desarrollo urbano, en el que las inundaciones y las crecidas se evitan mediante diques y presas. Sin embargo, los fallos que se produzcan en estas estructuras, las mareas de tempestad y los fenómenos meteorológicos extremos podrían provocar la inundación de estas zonas en el futuro si el nivel del mar sigue subiendo. Las zonas agrícolas de Egipto están especialmente en peligro, ya que una subida de un metro del nivel del mar sumergiría entre el 12 y el 15% del total de las tierras agrícolas del país. Se calcula que esto desplazará a 6.7 millones de personas en Egipto y afectará a millones más que dependen de la agricultura para obtener ingresos. Se ha previsto que un aumento más moderado de 50 cm del nivel del mar desplazaría a 2 millones de personas y generaría daños por valor de $35,000 millones.

## Mitigación y adaptación
Los graves efectos del cambio climático en la región han hecho que la mitigación y la adaptación al mismo sean una cuestión importante en ella. La cooperación regional se considera una de las principales condiciones para una mitigación y adaptación eficaces.

### Energías renovables

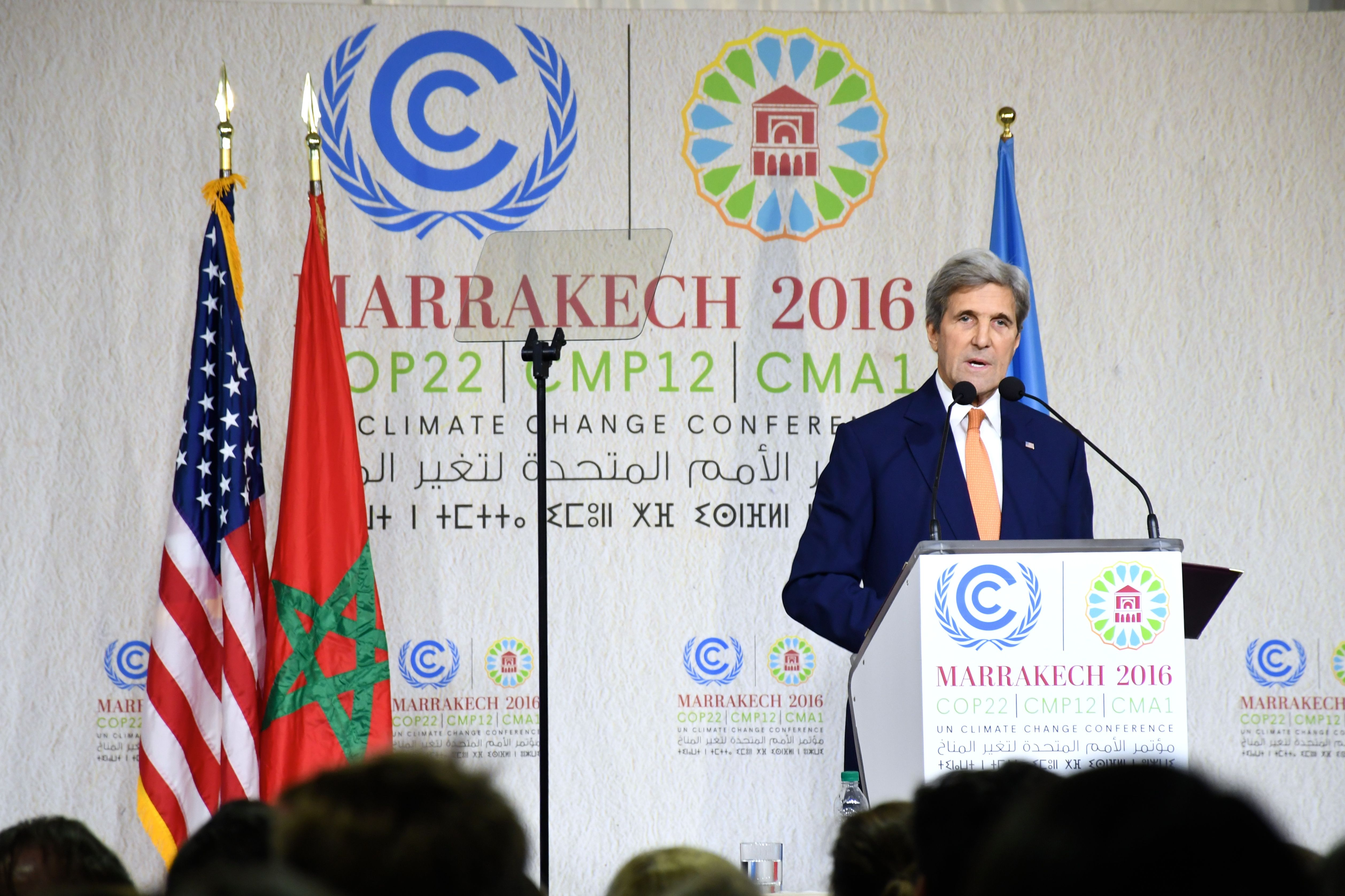
El político estadounidense John Kerry hablando en la cumbre del clima COP22, celebrada en Marrakech (Marruecos).

La región del Medio Oriente y África del Norte posee un gran potencial para el desarrollo de tecnologías de energía renovable debido a los altos niveles de viento y sol que están asociados a su clima. La Agencia Internacional de Energías Renovables (IRENA) ha identificado más de la mitad de los terrenos de los Estados del CCG como aptos para el despliegue de tecnologías solares y eólicas. IRENA también ha identificado a los países del norte de África como los que tienen un mayor potencial de generación de energía eólica y solar que todas las demás regiones del continente. La obtención de energía a partir de tecnologías renovables en lugar de combustibles fósiles podría reducir significativamente las emisiones de gases de efecto invernadero relacionadas con la energía, que actualmente representan el 85% de las emisiones totales en la región MENA. La generación de energía renovable también implica un uso significativamente menor de agua que los procesos asociados a la extracción de combustibles fósiles y su conversión en energía utilizable, poseyendo el potencial de mejorar la calidad y disponibilidad del agua en la región. Las energías renovables representan actualmente el 1% del suministro total de energía primaria en la región MENA.
En la Conferencia de las Naciones Unidas sobre el Cambio Climático de 2016 en Marrakech (Marruecos) (COP22), Marruecos, Túnez, Yemen, Líbano y el Estado de Palestina, junto con otros 43 países, se comprometieron a obtener toda la energía de recursos renovables para 2050.

#### Estación de Energía Solar de Uarzazat

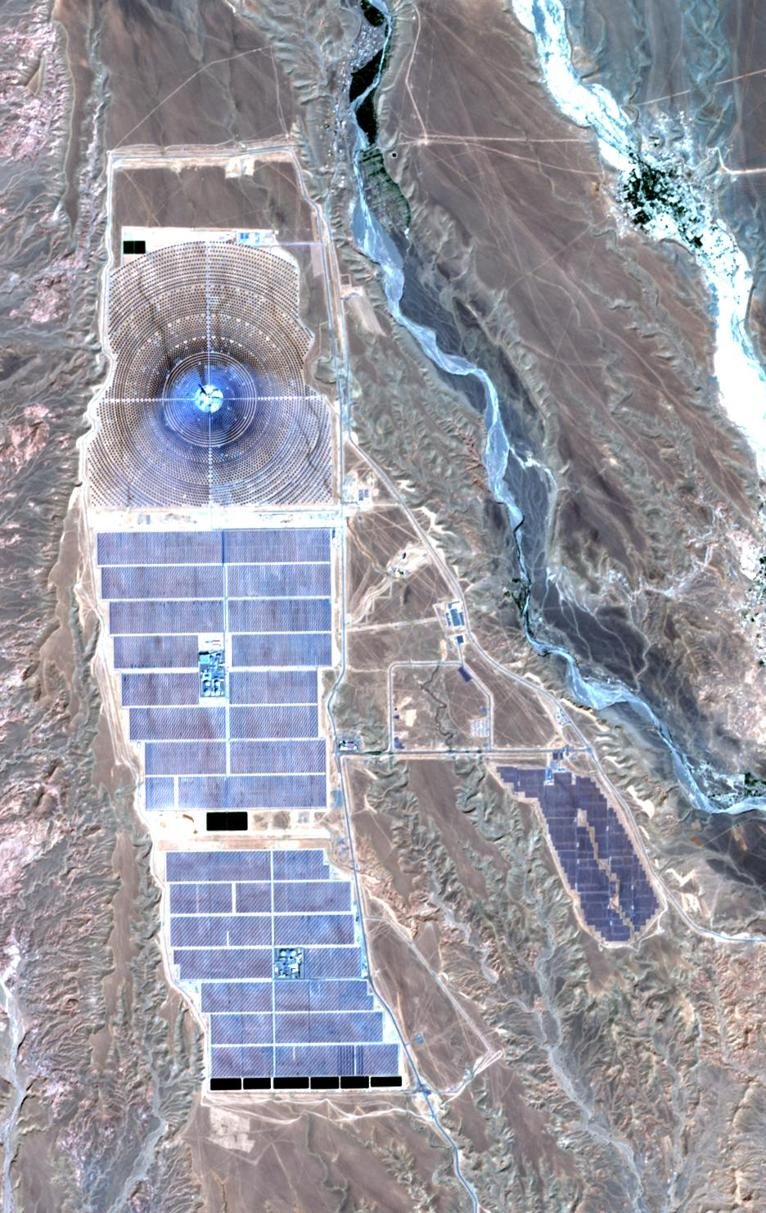
Estación Solar en Uarzazat, Marruecos

La Estación Solar de Uarzazat es un complejo de energía solar situado en la región de Draa-Tafilalet, en Marruecos, y es actualmente la mayor central térmica solar concentrada del mundo. El complejo consta de cuatro centrales eléctricas independientes que utilizan energía solar concentrada y tecnología solar fotovoltaica. Se espera que el proyecto, con un coste de $2670 millones, proporcione energía limpia a 1.1 millones de marroquíes y reduzca las emisiones de carbono del país en 700,000 toneladas al año. Se espera que la capacidad energética total de la planta solar alcance los 2000 megavatios a finales de 2020.

### Políticas y legislación

#### Acuerdo de París
Once países de la región del Medio Oriente y Norte de África del Norte asistieron a la 21ª Conferencia de las Partes de la CMNUCC, donde los países negociaron el Acuerdo de París, un acuerdo con las Naciones Unidas sobre la mitigación de las emisiones de gases de efecto invernadero. Hasta 2020, Eritrea, Irán, Irak, Libia, Sudán del Sur, Turquía y Yemen son los únicos países del mundo que nunca han ratificado el acuerdo. Marruecos ha fijado su contribución determinada a nivel nacional para reducir las emisiones entre un 17% y un 42% y ha establecido el objetivo de tener un 52% de energía renovable en su capacidad total de producción de electricidad instalada para 2050. La cuota de energía renovable alcanzó el 28% en 2018 y actualmente las Naciones Unidas reconocen que está en camino de alcanzar sus objetivos de energía renovable. Los EAU, a pesar de haber ratificado el acuerdo, no han fijado ninguna reducción de emisiones en su contribución nacional determinada. Las Naciones Unidas han calificado su objetivo de CDN como "críticamente insuficiente".

#### Plan de Acción Climática de MENA
En 2016, el Banco Mundial presentó el Plan de Acción Climática MENA, una serie de compromisos financieros centrados en la redistribución de la financiación a la región MENA. El Banco Mundial considera que los planes se centran en garantizar la seguridad alimentaria y del agua, aumentar la resistencia a los impactos del cambio climático y mejorar la inversión en fuentes de energía renovables. Uno de los principales compromisos del Plan de Acción era destinar entre el 18% y el 30% de la financiación de la región MENA a iniciativas relacionadas con el clima, que actualmente asciende a $1500 millones anuales. El Banco Mundial también ha señalado un aumento significativo de la financiación dirigida a iniciativas de adaptación, como la conservación y el reciclaje del agua, la introducción de instalaciones de desalinización y la inversión en tecnologías de secuestro de carbono.

## Por país

### Argelia
El cambio climático en Argelia tiene efectos de gran alcance en el país. Argelia no ha contribuido de forma significativa al cambio climático, pero, al igual que otros países de la región de Mena, se espera que esté en primera línea de los impactos del cambio climático. Debido a que gran parte del país se encuentra en geografías ya calurosas y áridas, incluyendo parte del Sahara, se espera que los ya fuertes desafíos de calor y acceso a los recursos hídricos empeoren. Ya en 2014, los científicos atribuían las olas de calor extremas al cambio climático en Argelia. Argelia ocupó el puesto 46 de los países en el Índice de Desempeño del Cambio Climático 2020.

### Irán
Se calcula que Irán emitió 700 megatoneladas de CO2 en 2019, unas 8 toneladas y media por persona, lo que supuso el 1.85% del total mundial. En 2020 se emitieron más de 5 megatoneladas de metano, lo que supuso más del 7% del total mundial.
Gran parte del territorio iraní sufre de sobrepastoreo, desertificación y/o deforestación. Las aguas residuales industriales y urbanas han contaminado los ríos y las aguas costeras y subterráneas. Los humedales y las masas de agua dulce se destruyen cada vez más con la expansión de la industria y la agricultura, y los vertidos de petróleo y productos químicos han perjudicado la vida acuática en el Golfo Pérsico y el Mar Caspio. Irán sostiene que la prisa internacional por explotar las reservas de petróleo y gas en el Mar Caspio plantea a esa región una nueva serie de amenazas medioambientales. Aunque existe un Departamento de Medio Ambiente desde 1971, Irán aún no ha desarrollado una política de desarrollo sostenible porque han primado los objetivos económicos a corto plazo.

### Irak
El cambio climático en Irak está produciendo efectos que agravan los problemas medioambientales, políticos, económicos y de seguridad del país. El aumento de las temperaturas, las intensas sequías, la disminución de las precipitaciones, la desertificación, la salinización y la creciente prevalencia de las tormentas de polvo han socavado el sector agrícola de Irak. Además, la seguridad hídrica de Irak se basa en dos ríos en declive, el Tigris y el Éufrates. La incertidumbre política nacional y regional hará muy difícil mitigar los efectos del cambio climático y abordar la gestión transnacional del agua. Los cambios climáticos, como el aumento de las temperaturas, la reducción de las precipitaciones y el aumento de la escasez de agua, tendrán probablemente graves consecuencias para el estado de Irak en los próximos años. Las emisiones de gases de efecto invernadero por persona están por encima de la media mundial.

### Israel
Según el Ministerio de Protección del Medio Ambiente de Israel "Aunque Israel contribuye relativamente poco al cambio climático debido a su tamaño y población, es sensible a los posibles impactos del fenómeno, debido a su ubicación. Por ello, se esfuerza por reducir las emisiones de gases de efecto invernadero y, al mismo tiempo, hace todo lo posible por reducir los daños previstos si no se detiene el cambio climático".
Los impactos del cambio climático ya se sienten en Israel. La temperatura aumentó 1.4 grados entre 1950 y 2017. El número de días calurosos aumentó y el número de días de calor disminuyó. Los índices de precipitación han disminuido. Se prevé que las tendencias continúen. Para el año 2050, en la zona costera se prevé que el número de días con temperatura máxima superior a 30 grados, por año, aumente en 20 en el escenario con mitigación del cambio climático y en 40 en el escenario "sin cambios".
Israel ratificó el Acuerdo de París en 2016. El país forma parte de 3 iniciativas de mitigación y adaptación y de otras 16 acciones emprendidas por organizaciones no gubernamentales.
Según la contribución nacional prevista de Israel, el principal objetivo de mitigación es reducir las emisiones de gases de efecto invernadero per cápita a 8.8 tCO2e en 2025 y a 7.7 tCO2e en 2030. Las emisiones totales deberían ser de 81,65 MtCO2e en 2030. En la hipótesis de que todo siga igual, las emisiones serían de 105.5 MtCO2e en 2030, es decir, 10.0 tCO2e per cápita. Para lograrlo, el gobierno de Israel quiere reducir el consumo de electricidad en un 17% con respecto al escenario habitual, producir el 17% de la electricidad a partir de energías renovables y cambiar el 20% del transporte del automóvil al transporte público para 2030. En un esfuerzo por cumplir con las reducciones de emisiones de GEI, Israel formó un comité con el objetivo de evaluar el potencial del país para reducir las emisiones para el año 2030. Sus conclusiones han confirmado que el sector energético de Israel genera aproximadamente la mitad de las emisiones totales de GEI del país. El segundo mayor responsable es el sector del transporte, que produce aproximadamente el 19% de las emisiones totales.